# Ghenadie Postolachi
Ghenadie Postolachi (n. 2 aprilie 1964, Telenești, RSSM), cunoscut și ca Ghenadie Postolache, este un poet, prozator și scenarist moldovean. Autorul ideii și coscenaristul filmului de animație rusesc Cneazul Vladimir Arhivat în 8 februarie 2017, la Wayback Machine.. Membru al Uniunii Scriitorilor din Moldova și al Uniunii Scriitorilor din România.

## Opera

### Cărți de poezie
- „Nike”, editura „Literatura Artistică”, Chișinău (1989)
- „Isaia”, editura „Axul Z”, Chișinău (1992)
- „Rafail”, editura „Universul”, Chișinău, (1995)

### Cărți de proză
- „Sezonul cerșetorilor”[3], nuvele, editura „Cartier”, Chișinău (1998)
- „Rondul”[4], roman, editura „Cartier”, Chișinău (2000)
- „Cavaleri și paharnici”[5], roman, editura „Dacia”, Cluj (2003)
- „Coffee-house”[6], nuvele, editura „Periscop”, Chișinău (2006)
- „Șapte mii”[7], roman, editura „Periscop”, Chișinău (2007)
- „Foc grecesc”, roman, editura „Grafema Libris”, Chișinău (2009)
- „Ore particulare de fotosinteză”[8], roman, editura „Professional Service”, Chișinău (2012)
- „Elegia unui picaj[9], roman, editura „Prag-3”, Chișinău (2013)
- „Lupul de foc și prințesa sciților”[10], poveste-epos, Chișinău (2014)
- „Pastorala”, roman, editura „Elan Poligraf”, Chișinău (2017)

### Premii literare
- Premiul Uniunii Scriitorilor din Moldova pentru cartea „Sezonul cerșetorilor” (1998)
- Premiul Salonului Internațional de Carte Chișinău pentru romanul „Rondul” (2000)
- Premiul Bibliotecii Publice Municipale „B. P. Hașdeu” din Chișinău pentru cartea „Coffee-house”, declarată „Cartea anului” (2007)
- Premiul Filialei Uniunii Scriitorilor din România pentru romanul „Șapte mii” (2008)
- Premiul Consiliului Uniunii Scriitorilor din Moldova pentru romanul „Șapte mii” (2008)
- Premiul Cotidianului național „Timpul” pentru romanul „Foc grecesc”, declarat „Romanul anului” (2010)[11]
- Premiul Consiliului Uniunii Scriitorilor din Moldova pentru romanul „Elegia unui picaj” (2014)
- Premiul „Constantin Stere” în domeniul literaturii, acordat de Ministerul Educației, Culturii și Cercetării al Republicii Moldova, pentru romanul „Pastorala” (2020)[12]

### Scenarii de film
- „Князь Владимир” (Cneazul Vladimir), coautor de scenariu pentru film de animație de lung metraj, studioul „Солнечный дом”, Moscova (2005)
- „Petru Rareș”, documentar istoric, „Moldova-Film” (2006)
- „Alexandru cel Bun și cel Nou”, documentar istoric, „Moldova-Film” (2006)
- „11:30”, scurtmetraj de ficțiune, „Academia de Muzică Teatru și Arte Plastice” (2013)
- „Canon”, scurtmetraj de ficțiune, „Moldova-Film” (2016)

## Afilieri
- Membru al Uniunii Scriitorilor din Moldova din 1992
- Membru al Filialei Uniunii Scriitorilor din România din 2007